# 夸夸嘉夸族

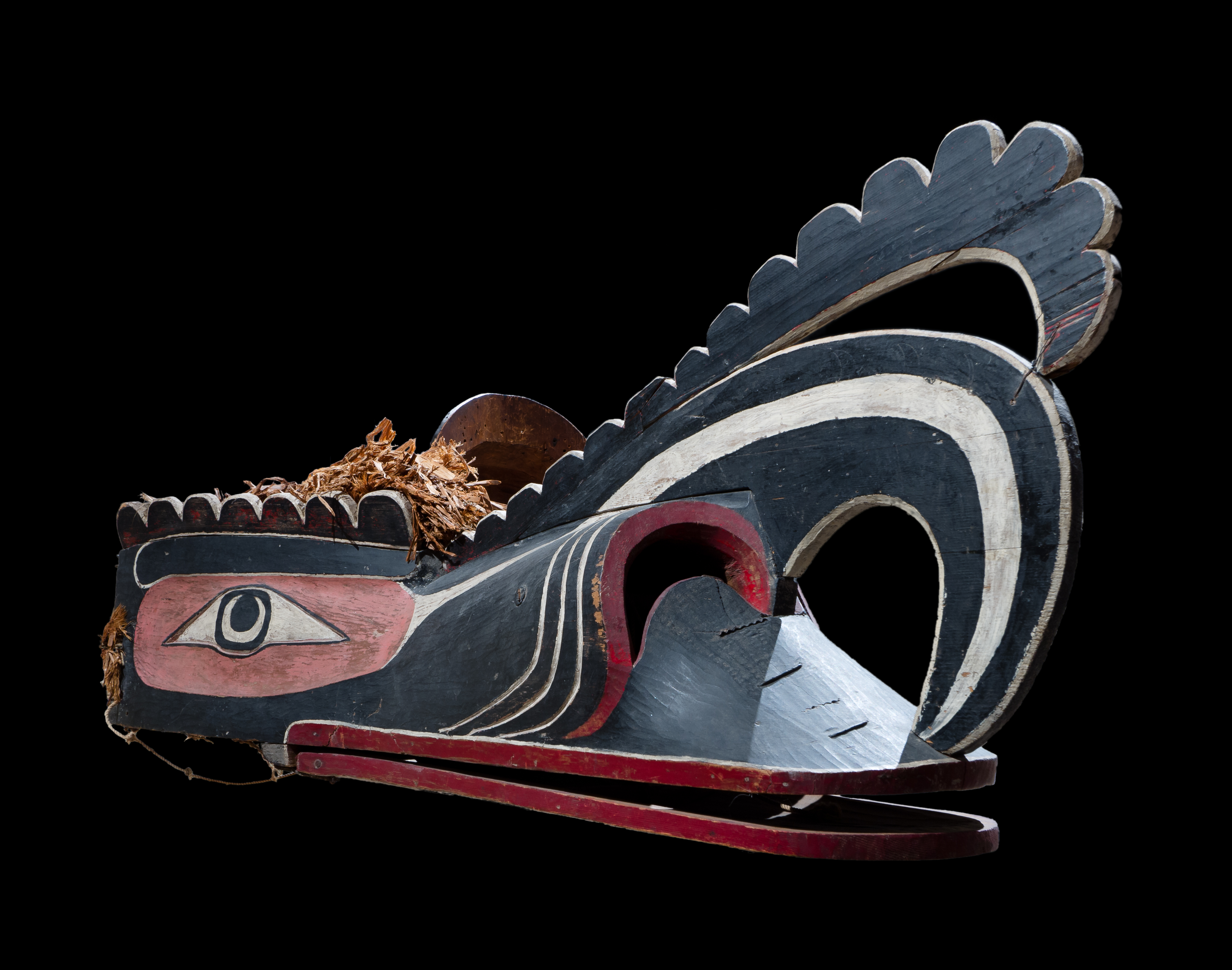

夸夸嘉夸族（Kwakwaka'wakw、Kwakiutl），又譯瓜求图族、夸扣特尔族或夸奇乌托族，是北美西北部太平洋沿岸的原住民族。目前人口大約有5500人，大部分居住在溫哥華島的北部、鄰近的北美大陸沿岸以及約翰斯通海峽至夏洛特皇后海峽間的島嶼。當然，也有部分的人居住在原居地以外的都市地區，像是維多利亞及溫哥華。夸夸嘉夸語一共包含四種方言，分別是Kwak̓wala, Nak̓wala, G̱uc̓ala還有T̓łat̓łasik̓wal。目前只有低於5%的夸夸嘉夸人使用夸夸嘉夸語(大約是250人)。

## 聚居地
夸夸嘉夸人主要聚居於北温哥华岛，他們跟萨利希人(Salish)和努特卡人(Nootka)是最早在溫哥華島定居的原住民，已在島上居住了上千年，至今仍是島上人口的重要組成部分。

## 歷史
根據夸夸嘉夸人的口傳歷史，他們的祖先以動物的樣貌，透過陸地、海洋、天空或是地底的途徑來到此地。當他們來到此地之後，便拋棄了原先動物的外貌，並且化為人形。在這則起源神話中，出現的動物包括了雷鳥、海鷗( Kolus，雷鳥的兄弟)、殺人鯨以及灰熊。
歷史上，夸夸嘉夸人的經濟是以漁業為基礎，而男性同時也致力於打獵，女性則負責採集野果、野莓。編織技術和木製品是他們重要的手工藝，在奴隸制度的儀式上，明顯地表示交易由奴隸和財產來定義財富。這些習俗是人類學家法蘭茲·鮑亞士研究的主題。與大多數當地文化相反，不是以自己擁有的財富和地位來衡量，而是以付出的多寡來決定，揮霍財富的行為是造成混亂的一個重要因素。
根據記錄顯示在二十世紀末期，夸夸嘉夸人口急劇減少，因為1792年第一次接觸喬治·溫哥華船長接觸，疾病的產生是來自與加拿大西海岸的歐洲定居者直接接觸而造成的，然而，夸夸嘉夸人在1830年至1880年間下降了75％。
來自溫哥華群島的夸夸嘉夸舞者在1893年參加芝加哥舉行的世界哥倫比亞博覽會。
英國哥倫比亞大學出版社在2006年發表了兩位原住民兒童寄宿學校的創始人經歷介紹。

## 社會與文化

### 誇富宴
誇富宴(Potlatch)的文化在北美西北部十分知名而且被廣泛的效仿，而夸夸嘉夸人便是誇富宴的典型例子。夸夸嘉夸人以捕魚為生，由於海陸資源豐富，物質生活相當容易滿足，其酋長熱心追求社會地位，誇富宴便是這樣的表達方式。有些主人會邀請四方賓客，慷慨饋贈禮物，甚至在客人面前毀壞財物，一方面藉以得到名譽聲名壓過對手，以建立個人權力與威望；二來是為了尋求追隨者，後者會尋找能給予其最大利益與安全的領導者，並以忠誠與服務回報，也滿足追隨者強迫領導者與人競爭的心理需要。

## 相關研究
德國裔美國人類學家法蘭茲·鮑亞士关注夸夸嘉夸人，他们居住在不列颠哥伦比亚北海岸的印第安团体，如钦西安人（Tsimshian）和特林吉特人（Tlingit）等母系氏族，和南海岸的印第安人如努特卡人（Nootka）以及萨利希人（Salish）父系团体之间。夸夸嘉夸人似乎具有混合特征。在婚前，一个男人将采用其妻子父亲的名字和羽饰。他的孩子也采用这些名字和羽饰，尽管他的兒子在结婚时就會失去它们。名字和羽饰因此保存在母系中。起初，鲍亚士如在他之前的摩尔根一样，认为夸夸嘉夸人曾经和他们北方邻族一样是母系的，但后来他们开始演化到父系团体。然而1897年他进行了自我批判，并且主张夸夸嘉夸人是从早先的父系组织轉变成母系組織，这是由於他们向北方邻族学习了母系原则。
1892年，鮑亞士安排了十四位來自不列顛哥倫比亞的夸夸嘉夸人來到芝加哥，並居住在一個仿造的夸夸嘉夸人村落中，他們可在那裡依據脈絡來進行其日常工作。

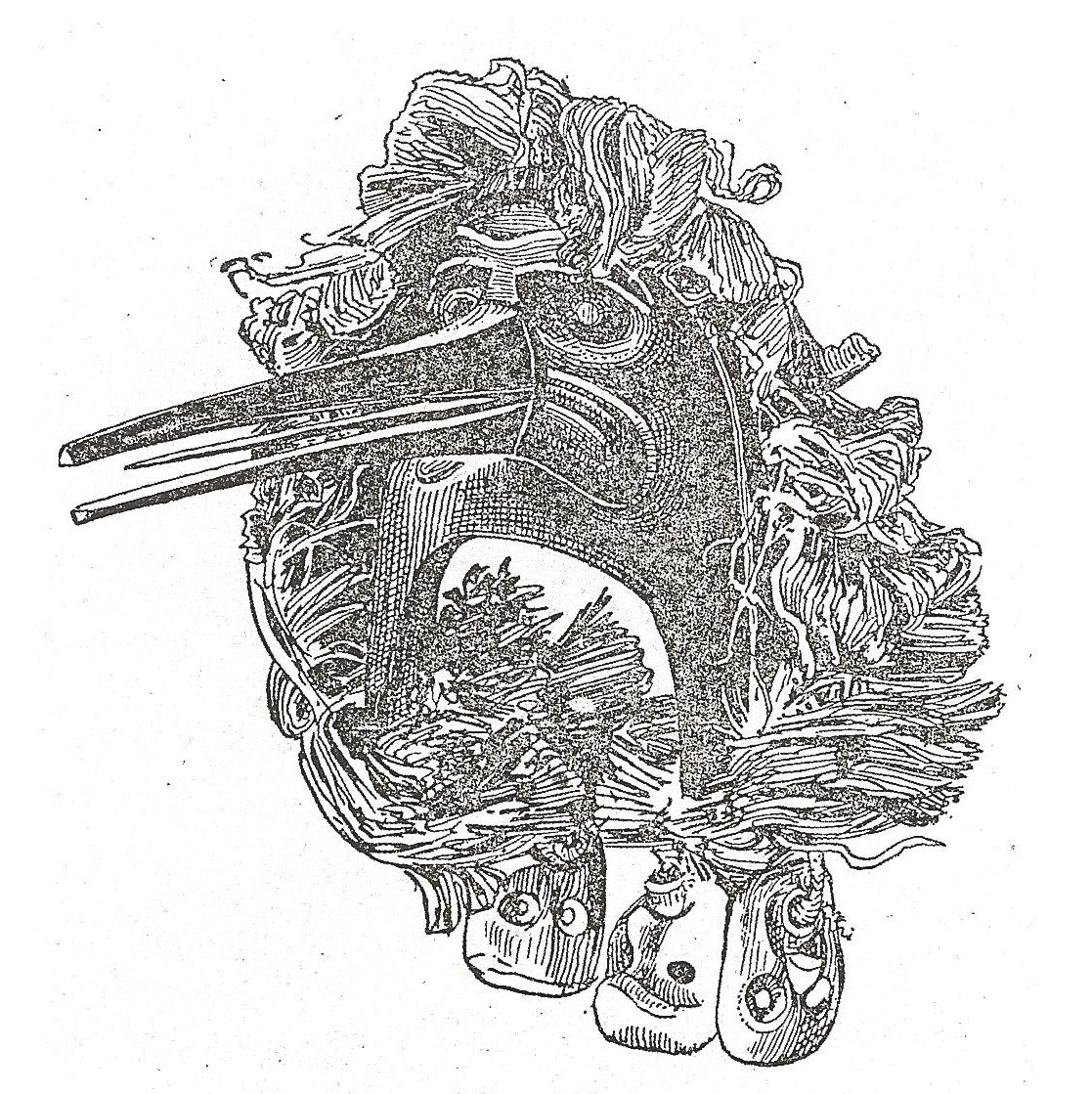
來自鮑亞士夸夸嘉夸印地安人社會組織與秘密會社 (1897)一書，對於夸夸嘉夸面具的素描。頭骨形狀的木雕懸掛在面具下方，這些木雕代表著Bakbakwalinooksiwey的一個食人鳥類助手。

鮑亞士主张无文字与有文字社会应当以相同方式被分析。十九世纪历史学家已採用文獻学（philology）研究技术，重建有文字社会的历史及它们之间的關係。为了将这些方法運用於无文字社会，鮑亞士主张田野研究者的任務，就是生产和蒐集无文字社会的文本。这個文本的型態，不仅是编譯当地语言的词汇和语法，更是记录关於社会关系和制度的神話、民间故事、信仰，甚至当地烹調風格的食谱。为了做到這一點，鲍亚士相当依赖与當地識字的民族誌研究者相合作（在夸夸嘉夸人中，最常合作的對象是乔治·亨特（George Hunt）），且他鼓励学生们将这些人视为寶貴的伙伴，他們在西方社会的地位居於下等，但在理解他们自己文化時他们居於較高地位（见Bunzl 2004: 438-439）。
鮑亞士運用这些方法，於1920年发表另一篇文章，其中他重新探討他对夸夸嘉夸人亲属关系的早期研究。在1890年代晚期，鮑亞士试圖藉由將夸夸嘉夸人的氏族組織，与它的南北相邻社群的氏族組織相比較，以重建夸夸嘉夸人组织的转变過程。但到了1920年，他反对将夸夸嘉夸人的親屬群體原则翻译成任何一個英文词彙。他並不是試圖將夸夸嘉夸人塞進某些更大的模型，而是试图从他们自己的角度，來理解他们的信念和行為。例如，尽管他先前将夸夸嘉夸人的单字“numaym”译为“clan”（氏族），他在1920年轉而主张，最好将這個單字理解为一大笔特权，没有任何英文单词可用來表達這個意思。男人们透过他们的父母或妻子來保有主張这些特权的權利，而且可透過许多方式來获得、运用這些特權，且代代相傳。正如在他對於交互语音的研究工作，鮑亞士终於认识到，对於夸夸嘉夸人亲属关系的各種不同的民族学解释方式，是西方人概念范畴的侷限所造成的结果。正如他對于阿拉斯加人针箱的研究工作，他將各種夸夸嘉夸人行為的變異，視為社会形态与个体创造力之间交互作用的結果。